# 斎藤洋一郎
斎藤 洋一郎（さいとう よういちろう、1951年8月20日 - ）は、元NHKエグゼクティブアナウンサー。

## 来歴・人物
新潟県中蒲原郡亀田町（現・新潟市江南区）出身。
新潟県立新潟高等学校、早稲田大学卒業。
4回の五輪中継やWCラグビー、MLB、PGAゴルフツアー等、20数回の海外派遣。
プロ野球、甲子園大会等の中継を担当。ラグビー実況も多く担当し、1987年には雪の早明戦の実況も担当している。
仙台への転勤は楽天イーグルス誕生と共通しており、楽天戦の中継では近鉄戦時代からコンビを組んでいた梨田昌孝と放送席に座る機会が多かった。大阪局勤務時代の2001年9月26日にはBS1で放送された近鉄対オリックス戦での代打逆転サヨナラ満塁本塁打で近鉄のリーグ優勝を決めた実況を務めた。
故郷の新潟への異動は役職定年間近の2007年6月の事であった。赴任直後の7月16日、平成19年新潟県中越沖地震が発生した際にはスタジオ担当として県内の被災状況を連日全国に伝えた。その直後に早期退職でNHK本体を離れ、文化センターへ移籍。
定年退職後はカルチャースクールや専門学校講師、BCリーグの新潟アルビレックス・ベースボール・クラブ主催試合のオンライン中継等を担当。また2010年4月から新潟市教育委員を8年間務め、2011年より新潟市スポーツ推進審議会委員。また2017年からは内外情勢調査会登録講師にもなっている。
趣味は囲碁、ゴルフ、健康管理。

## アナウンサー時代の出演番組
- 将棋名人戦（司会）
- おはよう宮城
- NHKプロ野球などスポーツ中継（ラグビー、アメリカンフットボールなど。新潟放送局への最終赴任の時は担当機会がほぼなかった）

## 関連人物
- 曽我健 - 同郷の先輩。元NHK社会部記者、同解説委員長。